# Camptozada
Camptozada is een geslacht van vlinders van de familie visstaartjes (Nolidae), uit de onderfamilie Chloephorinae.

## Soorten
- C. mirabilis Swinhoe, 1890